# Hugo & Holger
Hugo & Holger er en dansk animationsfilm fra 2019 instrueret af Teddy Halkier Kristiansen.

## Handling
Drengen Hugo drømmer rigtig meget om en hund. Endelig møder han elefantungen Holger. Og det elsker elefantungen Holger, for Hugo ser hundehvalpen Holger. Hugo ser nemlig ikke så godt, men det handler jo også om øjnene der ser. Venskab opstår, det blomstrer, det sættes på prøve og det åbner for fantastiske oplevelser og hændelser. Med en undrende omverden som vidne.